# Darwin (Kalifornija)
Darwin je naseljeno područje za statističke svrhe u američkoj saveznoj državi Kalifornija. Prema popisu stanovništva iz 2010. u njemu je živjelo 43 stanovnika.